# 鳥海靖
鳥海 靖（とりうみ やすし、1934年1月21日 - 2020年2月29日）は、日本の歴史学者・日本近現代史研究者。東京大学名誉教授。立憲政治体制や歴史の相互理解を研究する。

## 経歴
東京市目黒区出身。東京都立大学附属高等学校卒、1958年東京大学文学部国史学科卒業。1961年同大学院人文科学研究科国史学専門課程博士課程中退し、同年東京大学教養学部助手、1964年専任講師、1967年助教授、1982年同教授となる。1994年に定年退官し、名誉教授、中央大学教授。2004年定年退職。2007年、第2期日韓歴史共同研究委員会・日本側委員長。NHKスペシャルドラマ「坂の上の雲」では監修（脚本諮問委員）を務めた。
NHKアナウンサーの鳥海貴樹は次男。
中国政府が中国の歴史教科書や歴史教育で行っているのは「愛国主義教育」であり、「反日教育」ではないと主張していることについて、第二次世界大戦後の日本による中国へのODA供与の紹介がない現状では、「反日教育」と受け止めざるを得ないと述べている。
倉山満は、「日本近現代史の泰斗」と評している。

## 著作

### 単著
- 『大世界史23　祖父と父の日本』（文藝春秋、1969年）
- 『「明治」をつくった男たち　歴史が明かした指導者の条件』（PHP研究所、1982年）
  - 『逆賊と元勲の明治』（講談社学術文庫、2011年）
- 『日本近代史講義　明治立憲制の形成とその理念』（東京大学出版会、1988年、新装版2011年）
- 『日本近代史　国際社会の中の近代日本』（放送大学教育振興会、1992年）、大学教材
- 『明六雑誌と近代日本 （上・下）』（日本放送出版協会、1994-95年）、「シリーズ文化セミナー・歴史に学ぶ」放送テキスト
- 『日本の近代　国民国家の形成・発展と挫折』（放送大学教育振興会、1996年） 、大学教材
- 『動きだした近代日本　外国人の開化見聞』（教育出版〈江戸東京ライブラリー〉、2002年）
- 『日・中・韓・露　歴史教科書はこんなに違う』（扶桑社、2005年）
- 『もういちど読む山川日本近代史』（山川出版社、2013年）

### 編著
- 『人物で学ぶ日本の歴史　社会科人物資料集』（学校図書、1992年、新版1994年）
- 『近代日本の転機 明治・大正編』（吉川弘文館、2007年）
- 『近代日本の転機 昭和・平成編』（吉川弘文館、2007年）

### 共著
- （高坂正堯・野田宣雄）『人類文化史7 変貌する現代世界』（講談社、1973年）
- （安田元久）『基礎からよくわかる日本史B』（旺文社、1994年、改訂版1998年）

### 共編著
- （五味文彦・高埜利彦）『詳説日本史研究』（山川出版社、1998年、改訂版2008年）
- （三谷博・西川誠・矢野信幸）『日本立憲政治の形成と変質』（吉川弘文館、2005年）
- （五味文彦）『もういちど読む山川日本史』（山川出版社、2009年）

### 事典・年表類
- 『新日本史年表　地図対照』（三省堂、1995年）
- 『日本近現代史研究事典』（東京堂出版、1999年）、松尾正人・小風秀雅と編集委員
- 『日本史総合年表』（吉川弘文館、2001年、第2版2005年）、加藤友康・瀬野精一郎・丸山雍成と編集委員
- 『日本史事典』 朝倉書店　2001年、普及版2012年。藤野保編集代表、岩崎卓也・阿部猛・峰岸純夫と編集委員
- 『歴代内閣・首相事典』（吉川弘文館、2009年）、編者代表
  - 『歴代内閣・首相事典』増補版季武嘉也と共編、2022年　ISBN　9784642014816
- 『日本近現代人名辞典』(吉川弘文館、2001年)、臼井勝美・高村直助・由井正臣と編集委員